# Коншин, Алексей Владимирович
Алексей Владимирович Коншин (26 августа 1859 — 6 апреля 1923) — русский государственный деятель, банкир и финансист, действительный статский советник (22.04.1907).

## Биография
Из дворян. Сын отставного поручика В. А. Коншина, помещика Волоколамского уезда, Московской губернии.
В 1883 году окончил Московский университет со званием «действительного студента» и поступил на государственную службу в Московскую казённую палату сверхштатным чиновником особых поручений. С 1890 г. — в Министерстве финансов. В 1897—1903 гг. — старший инспектор Государственного банка. 
В 1906 г. — управляющий Петербургской конторой Государственного банка. В 1906—1910 гг. — товарищ управляющего Государственным банком. В 1908—1910 гг. — член Совета Государственного банка от Министерства финансов. В 1909 г. — и.о. управляющего Государственным банком.
В 1910—1914 гг. управляющий Государственным банком. На этом посту активно содействовал развитию кредитования под хлеб. В его управление в банке, для содействия российскому хлебному экспорту, начали создавать сеть собственных зернохранилищ, получивших статус самостоятельных отделений главного банка империи.
В 1914–1917 гг. председатель правления Русского торгово-промышленного банка.
Один из ведущих бенифициаров Общества Верхнеисетских горно-металлургических заводов на Урале.
Коншин известен тем, что его подпись стояла на денежных купюрах Российской империи. В романе «Петербург» сенатор Аблеухов (главный герой книги) назван «популярнейшим в России чиновником — за исключением Коншина, чей неизменный автограф носите вы на кредитных билетах».

## Награды
- Орден Святого Владимира 3-й степени (1910)
- Высочайшая благодарность за отлично-усердную службу и особые труды (1910)[5]
- Орден Святого Станислава 1-й степени (1912)
- Медаль «В память царствования императора Александра III»
- Медаль «В память 300-летия царствования дома Романовых»

Иностранные:
- Персидский орден Льва и Солнца 1-й степени с зелёной лентой (1910)
- Бухарский орден Золотой Звезды с алмазами (1913)